# یورک‌تاون هایتس (نیویورک)
یورک‌تاون هایتس (به انگلیسی: Yorktown Heights) یک منطقهٔ مسکونی در ایالات متحده آمریکا است که در یورک، نیویورک واقع شده‌است. یورکتاون هایتس ۲٫۴ کیلومتر مربع مساحت و ۱٬۷۸۱ نفر جمعیت دارد و ۱۵۰ متر بالاتر از سطح دریا واقع شده‌است.